# Schonstett
Schonstett település Németországban, azon belül Bajorországban. Lakosainak száma 1448 fő (2023. december 31.). Schonstett Eiselfing és Vogtareuth községekkel határos.

## Népesség
A település népessége az elmúlt években az alábbi módon változott:
| Lakosok száma | 689  | 893  | 1281 | 1272 | 1305 | 1354 | 1367 | 1356 | 1444 | 1448 |
|               | 1970 | 1975 | 2011 | 2012 | 2014 | 2015 | 2017 | 2019 | 2022 | 2023 |